# فريدا أوستبيرغ
فريدا أوستبيرغ (بالسويدية: Frida Östberg)‏ هي لاعبة كرة قدم سويدية، ولدت في 10 ديسمبر 1977 في أورنشولدسفيك في السويد. شاركت مع منتخب السويد لكرة القدم للسيدات. أما مع النوادي، فقد لعبت مع شيكاغو رد ستارز.

## وصلات خارجية
- فريدا أوستبيرغ على موقع الاتحاد الدولي (مؤرشف)  (الإنجليزية)
- فريدا أوستبيرغ على موقع اتحاد السويد (السويدية)
- فريدا أوستبيرغ على موقع قاعدة بيانات كرة القدم.إي يو (الإنجليزية)
- فريدا أوستبيرغ على موقع Soccerway.com (الإنجليزية)
- فريدا أوستبيرغ على موقع أوليمبيديا (الإنجليزية)
- فريدا أوستبيرغ على موقع اللجنة الأولمبية السويدية (السويدية)